# Domèvre-sur-Durbion
Domèvre-sur-Durbion är en kommun i departementet Vosges i regionen Grand Est (tidigare regionen Lorraine) i nordöstra Frankrike. Kommunen ligger i kantonen Châtel-sur-Moselle som tillhör arrondissementet Épinal. År 2022 hade Domèvre-sur-Durbion 266 invånare.

## Befolkningsutveckling
Antalet invånare i kommunen Domèvre-sur-Durbion
| Referens: INSEE |